# 唐之原站

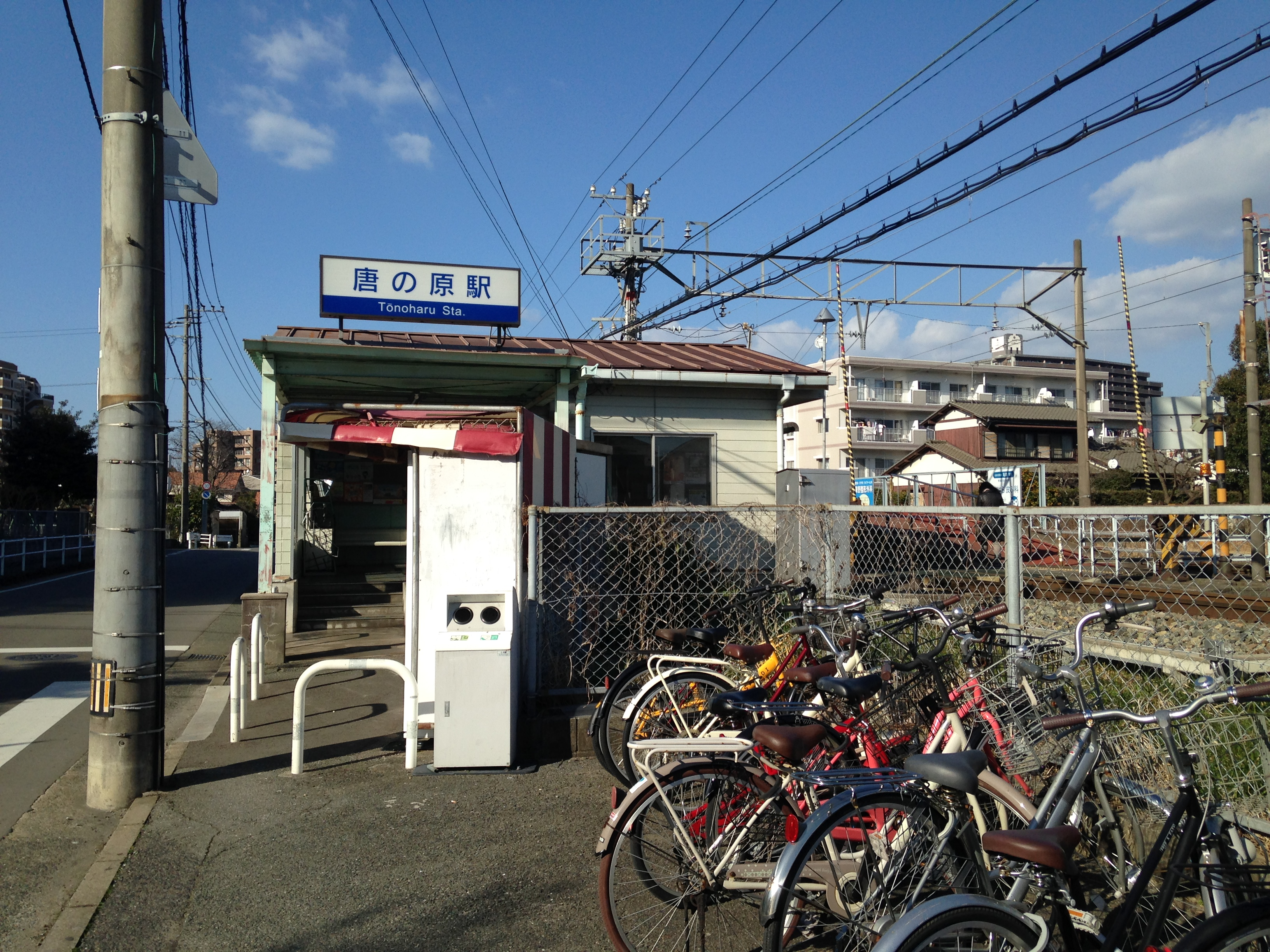
車站遠景（2016年2月）

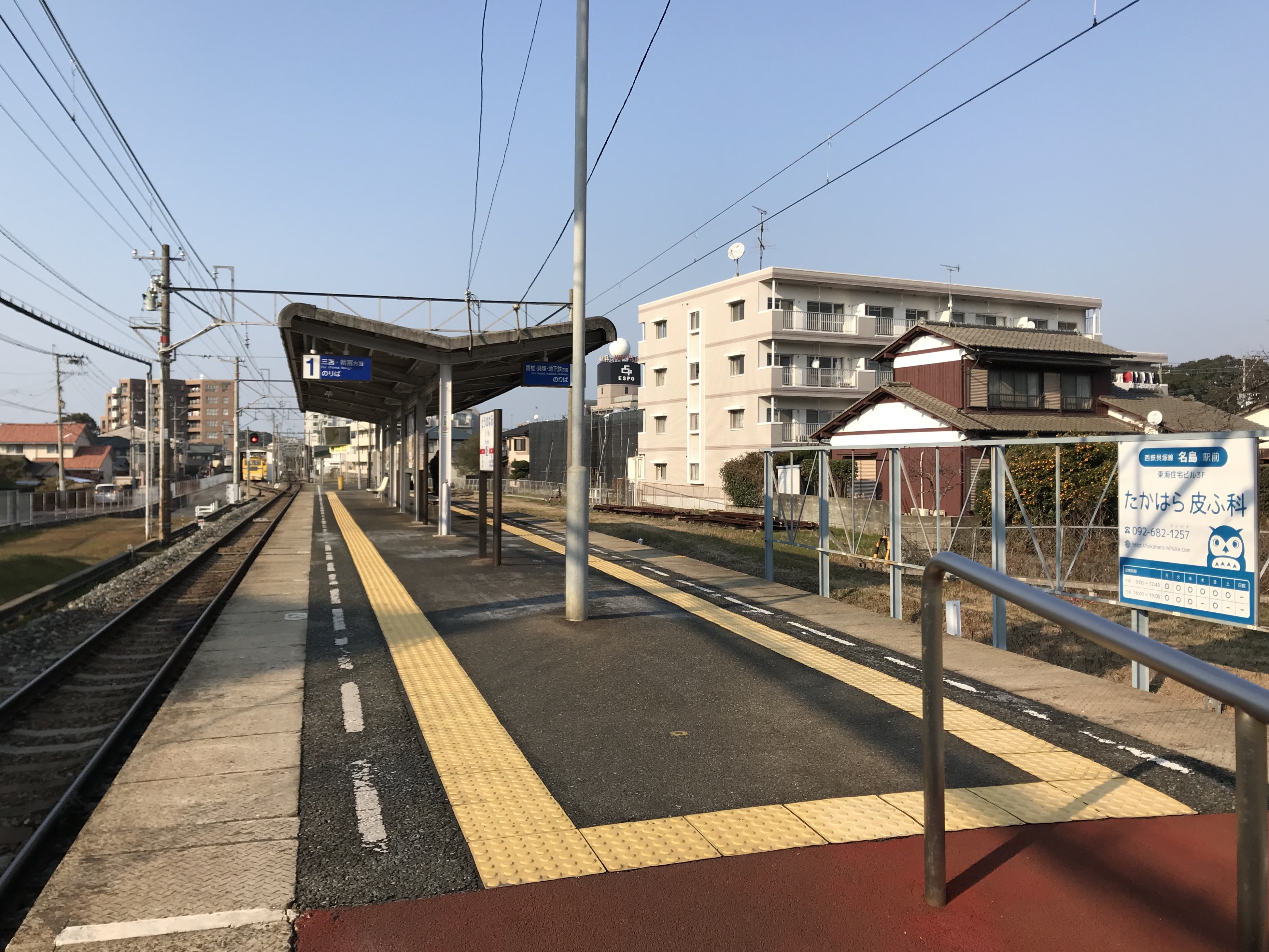
月台（2018年2月）

唐之原站（日语：／ Tōnoharu eki */?）是位於福岡縣福岡市東區和白四丁目，西日本鐵道（西鐵）的貝塚線車站。車站編號為NK07。此站是貝塚線最新車站，實際上是蒸氣鐵道時代的車站啟用後廢止，然後在近代重開。

## 歷史
- 1924年（大正13年）
  - 5月23日 - 車站啟用。
  - 11月13日 - 車站廢止。
- 1986年（昭和61年）11月1日 - 車站重啟（實際上是一座新車站）。
- 2017年（平成29年）2月1日 - 此站引入車站編號[1]。

## 車站構造
車站是一座地面車站，設有1面2線的月台。此站是無人車站。

### 月台
| 月台 | 路線    | 方向                 |
| ---- | ------- | -------------------- |
| 1    | ■貝塚線 | 和白、新宮方向       |
| 2    | ■貝塚線 | 香椎、千早、貝塚方向 |

## 使用狀況
在2019年度，1日平均上下車人次為1,134人，在貝塚線最少人使用的車站。以下為各年度1日平均乘車和上下車人次列表。
| 年度   | 1日平均 乘車人次 | 1日平均 上下車人次 |
| ------ | ---------------- | ------------------ |
| 1996年 | 986              | 1,833              |
| 1997年 | 921              | 1,721              |
| 1998年 | 860              | 1,614              |
| 1999年 | 770              | 1,508              |
| 2000年 | 710              | 1,411              |
| 2001年 | 660              | 1,318              |
| 2002年 | 638              | 1,282              |
| 2003年 | 590              | 1,175              |
| 2004年 | 540              | 1,079              |
| 2005年 | 540              | 1,077              |
| 2006年 | 537              | 1,077              |
| 2007年 | 505              | 1,010              |
| 2008年 | 521              | 1,041              |
| 2009年 | 485              | 973                |
| 2010年 | 493              | 985                |
| 2011年 | 474              | 948                |
| 2012年 | 466              | 930                |
| 2013年 | 482              | 962                |
| 2014年 | 474              | 946                |
| 2015年 | 492              | 983                |
| 2016年 | 506              | 1,015              |
| 2017年 | 545              | 1,092              |
| 2018年 | 553              | 1,108              |
| 2019年 |                  | 1,134              |

## 車站周邊
站前設有免費單車停泊場。車站大樓（車站西邊）周邊設有總數8棟市營唐原住宅，在住宅西邊設有和白干潟。
車站大樓對面（車站東邊）也是住宅區，距離車站東邊約300米處設有國道495號（和白通），國道與貝塚線並行。國道上設有許多路邊商店。在國道東邊設有鹿兒島本線、香椎線路軌。
最近的巴士站是在國道495號上的大名巴士站。
- 九州產業大學 - 步行15分鐘
- 九產大前站 - 鹿兒島本線
- 福岡鄉村俱樂部和白路線

## 相鄰車站
西日本鐵道
■貝塚線
香椎花園前（NK06）－唐之原（NK07）－和白（NK08）

## 注腳
1. ↑   (PDF). 西日本鐵道. 2017-01-24  [2017年3月20日]. （原始内容存档 (PDF)于2020-07-28） （日语）.
2. ↑  . 西日本鉄道株式会社.   [2021-01-14]. （原始内容存档于2021-01-29） （日语）.
3. ↑  福岡市統計書 （都市圈之概況） 福岡都市圈的私鐵各站上下車人次 （页面存档备份，存于）（日語） 2021年3月22日參閲

## 外部連結
- 唐之原站（西鐵沿線web） （页面存档备份，存于）（日語）